# Благовіщення (картина Мемлінга)
«Благовіщення» — картина, автором якої вважають нідерландського художника Раннього Відродження Ганса Мемлінга . Робота виконана олійними фарбами на дубовій дошці. На картині зображена євангельська подія Благовіщення, описана у Євангелії від Луки . Під час події Архангел Гавриїл сповістив Діву Марію про те, що скоро вона стане матір'ю Ісуса Христа (9). Зображення було завершене у 1482 році і частково перенесене на полотно в 1920-і роки. Зараз робота знаходиться у колекції Роберта Лемана, яка експонується у нью-йоркському Метрополітен-музеї .
Мемлінг зобразив Діву Марію з двома супроводжуючими ангелами у сучасній для живописця домашній обстановці. Архангел Гавриїл вбраний у церковні шати, водночас над головою Діви Марії ширяє голуб — християнський символ Святого Духа . Композиційно робота перетинається із сюжетом крила «Вівтаря Святого Колумба», виконаного Рогіром ван дер Вейденом у 1455 році. Мистецтвознавець Мар'ян Ейнсворт описує цю працю як «вражаюче оригінальний образ, багатий на значення для глядача або поціновувача»  .
Іконографія Мемлінга підкреслює чистоту і невинність Богородиці, а її переднепритомний стан є алегорією майбутнього розп'яття Христа . Зображення підкреслює роль Діви Марії як матері, нареченої і Цариці Небесної . Оригінальна рама картини збереглася аж до XIX століття, однак серед мистецтвознавців ведуться суперечки про дату створення зображення, позначену на ній. Вважається, що дошка була створена у 1482 році, проте деякі сучасні дослідники припускають, що зображення може відноситися до 1489 року. У 1847-му художній критик Густав Вааген охарактеризував картину як одну з «найкращих і найоригінальніших робіт Мемлінга»  . У 1902 році картина експонувалася на виставці раннього нідерландського мистецтва у Брюгге, після якої її почистили і відреставрували. У 1920-му колекціонер Філіпп Леман викупив роботу у сім'ї Радзивіллів, яка, імовірно, володіла нею починаючи з XVI століття. Антоній Радзивілл виявив дубову дошку в одному із сімейних володінь на початку XIX століття. На той момент знахідка була проколота стрілою і гостро потребувала реставрації.

## Опис

### Благовіщення

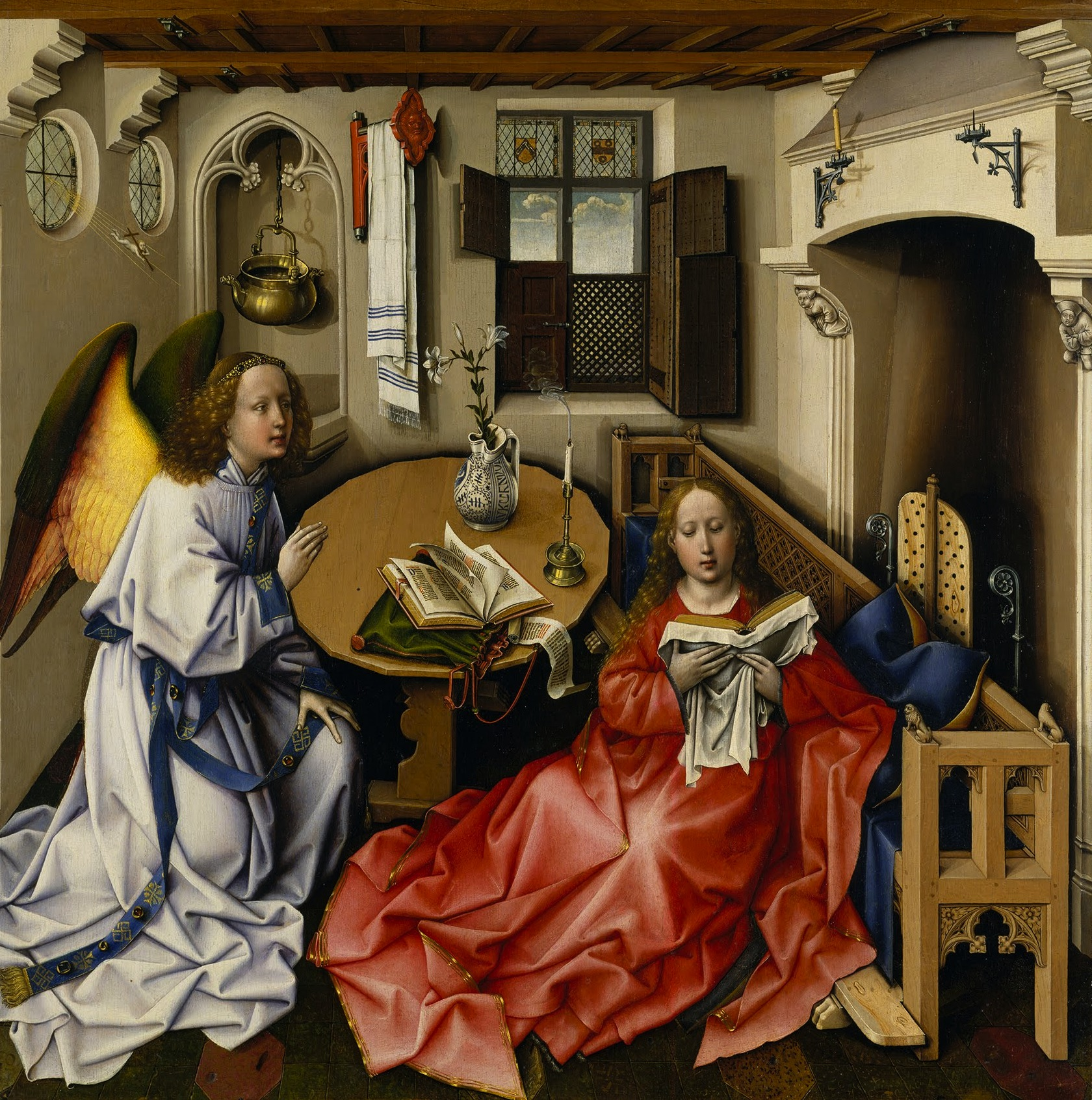
«Вівтар Мероде» з музею Клойстерс, виконаний Робером Кампеном у 1420-і роки. На полотні зображено загальноприйняті предмети іконографії того періоду — камін і ваза з квітами

У Католицькій і Православній церквах Благовіщенням вважається день, коли святкується сповіщення Архангелом Гавриїлом Діві Марії про майбутнє народження у плоті Ісуса Христа . Подія Благовіщення стала популярним мотивом у живопису пізнього Середньовіччя . Діва Марія зображена як Богоматір, носій божественного, що було догматично закріплено Ефеським собором у 431 році. Два десятиліття потому Халкедонський собор закріпив доктрину Боговтілення або боголюдності Христа, у той час як вічна невинність Діви Марії була підтверджена Латеранським собором у 631 році. У живопису Візантійського періоду у сценах Благовіщення художники зображують Діву Марію, яка сидить на троні з королівськими регаліями в руках  . Твори наступних століть зображали її в замкнутих просторах — храмах, церквах, садах  .

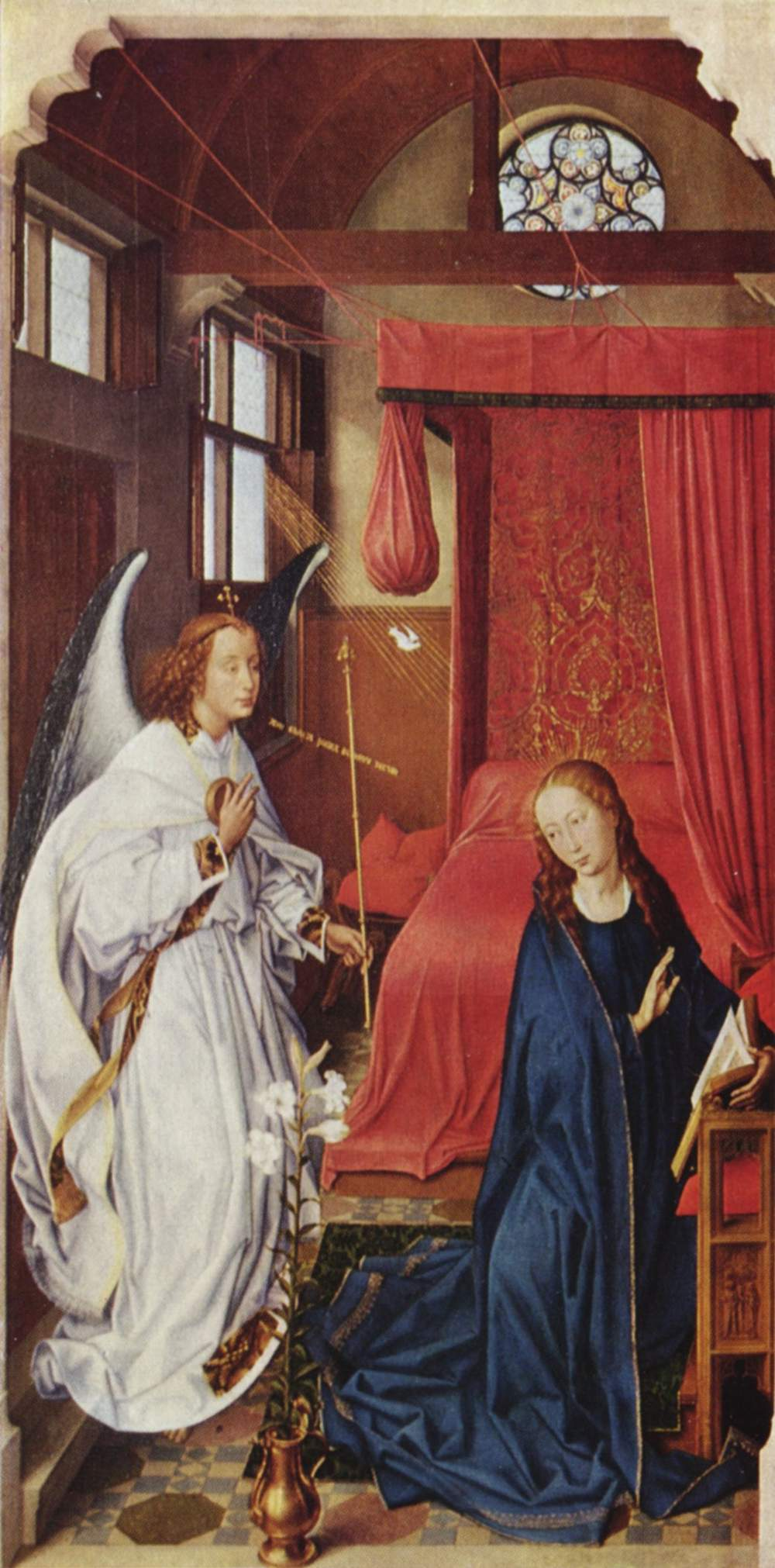
Ліве крило «Вівтаря Святого Колумба», виконане Рогіром ван дер Вейденом у 1455-му році. Крізь відчинене вікно промені світла падають на Богородицю. Вівтар експонується у Старій пінакотеці, Мюнхен

У ранньому нідерландському живопису подія Благовіщення зазвичай зображувалася у сучасних для живописців домашніх інтер'єрах. Основоположником традиції став Робер Кампен, його приклад наслідували Ян ван Ейк і Рогір ван дер Вейден  . Мемлінг став одним із перших художників, що зобразив сцену Благовіщення в опочивальні, хоча вже у роботах ван дер Вейдена «Благовіщення» (1435) і «Вівтар Святого Колумба» (1455) Богородиця зображена на колінах біля шлюбного ложа, пофарбованого червоним дорогим пігментом   . Робота Мемлінга практично тотожна Благовіщенню, виведеному Вейденом у «Вівтарі святого Колумба»  .

### Фігури
Під час події Благовіщення Архангел Гавриїл постає перед Дівою Марією з новиною, що вона виношує Сина Божого)  . На картині Гавриїл зображений у три чверті , вбраним у ризу і з невеликою прикрашеною коштовностями діадемою на голові. Поверх альби і амікта вдягнена червоно-золота парчова каппа магна з багатою вишивкою, обрамлена сірими зображеннями серафимів і колісниць. В одній руці Архангел тримає свій посох, а іншу простягає Діві Марії  . Водночас він схиляє перед нею свої коліна, шануючи і визнаючи її статус матері Христа і Цариці Небесної  . Його ноги босі і розташовані злегка позаду ступнів Богородиці  .
Діва Марія стоїть на передньому плані , прямо позаду неї знаходиться ліжко, яке обрамляють червоні фіранки, що нагадують традиційний почесний навіс або балдахін  . До Мемлінга Діва Марія традиційно зображувалася в оздобленому дорогоцінним камінням одязі. Однак, на відміну від своїх попередників, художник зобразив Богородицю у простому білому платті з синьою накидкою, камені прикрашають тільки поділ і виріз сукні. В районі шиї і зап'ясть видно фіолетове підплаття, що символізує королівське походження  . Почувши сповіщення Архангела Гавриїла, вона не виглядає здивованою або переляканою. На думку Блума, сцена представлена з позиції натуралізму й успішно ілюструє «перевтілення Марії з дівчини в носительку божественного начала»  .

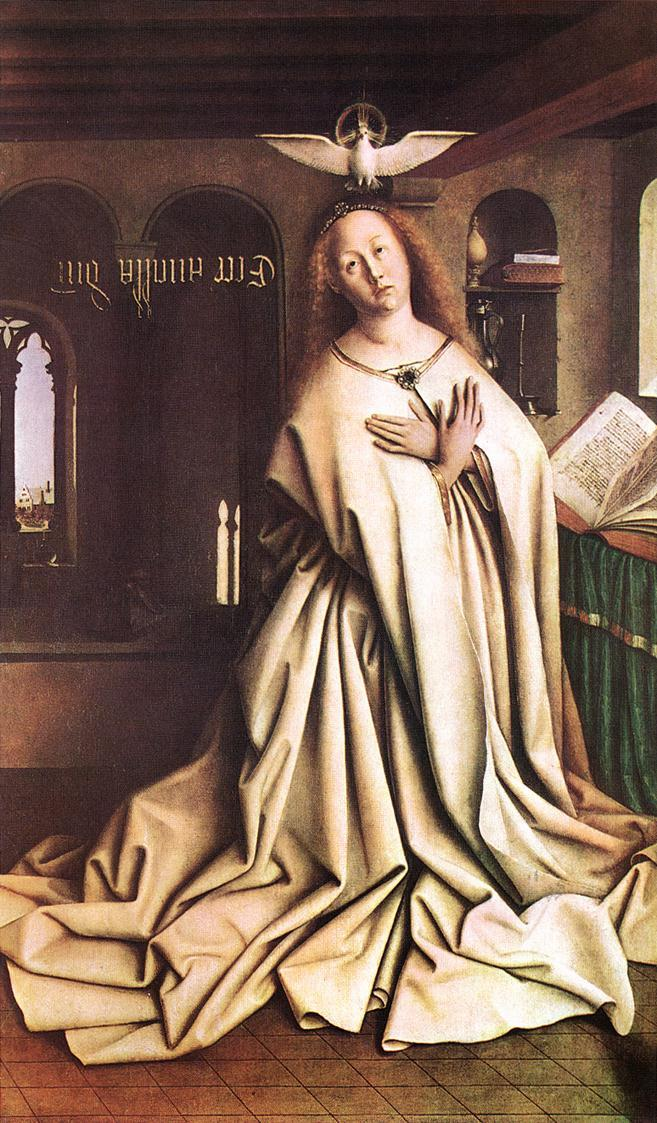
«Благовіщення» Яна ван Ейка, бічна стулка Гентського вівтаря. На роботі видно напис, поміщений на промені спрямованого до Богородиці світла, а також голуб Святого Духа, який ширяє над її головою

Підхід Мемлінга до зображення Богородиці виявився новаторським. Її постава виглядає невизначеною, наче вона або піднімається, або, навпаки, втрачає свідомість. Подібне зображення значно відрізняється від робіт інших художників, які писали Діву Марію сидячою або стоячи на колінах. Блум зазначає, що «можна марно шукати в інших благовіщенських крилах вівтарів XV століття схоже зображення Діви Марії»  . Мистецтвознавець Пенні Джоллі припускає, що Богородиця перебуває в родовій позі. Рогір ван дер Вейден також експериментував із мотивом дітонародження у «Вівтарі семи таїнств», де після втрати свідомості Дівою Марією її тіло приймає родову позу. Робота Мемлінга також схожа на вейденовську картину «Зняття з хреста», на якій Марія Магдалина стає на коліна і присідає — таку ж позу Магдалена Мемлінга приймає у картині «Оплакування»  . З двох боків Богородицю притримують ангели. Той, що зліва, притримує мантію. Інший ангел дивиться прямо на глядача, за словами Ейнсворта, «випрошуючи нашу реакцію»  . Обидва ангели зображені невисокими, з урочистим виглядом, і, за словами Блума, перебувають «в одному настрої з Гавриїлом»  . Окрім присутності ангелів, Мемлінг зображує типову фламандську спальню XV століття вищого купецького класу  .

### Предмети
Над головою Діви Марії зображений голуб, що ширяє всередині райдужного кола світла і ототожнює торжество святого духу. Його положення і розмір нехарактерні для живопису того періоду і не схожі на картини ван дер Вейдена та інші роботи Мемлінга. Єдина схожість може бути знайдена з голубом Яна ван Ейка на «благовіщенському» крилі «Гентського вівтаря»  . Подібний образ голуба зустрічався на медальйонах того часу, які підвішували над ліжками. Таким чином, його зображення відповідало інтер'єру того часу  .
Ліва рука Марії лежить на молитовнику, відкритому на аналої . Згідно Ейнсворту, на зображенні можна розгледіти букву «D», що імовірно позначає Deus tecum («Бог з тобою»)  . Блум також передбачає, що пасаж узятий із (7:14): «Ось діва повинна зачати і народити сина»  . Навпроти стоїть ваза з білосніжною лілією і блакитним ірисом  .
Мішок для штор у формі вузла, який часто зустрічається на ліжках того періоду, зображений на центральній частині картини, між Гавриїлом і одним із ангелів  . На столику біля серванта стоять мотузковий ґніт, свічник і колба з водою, на яку падає яскраве світло з вікна  . На підлозі викладені різнобарвні кахлі, схожі на покриття із «Вівтаря Святого Колумба» ван дер Вейдена. Крокви стелі закінчуються поруч із краєм ліжка, а підлога візуально виходить на передній план. За словами Блума, так створюється ефект «відкритої сцени для святих фігур»  .

## Іконографія
У своїй праці Мемлінг намагається уникнути зайвого використання сторонньої символіки, у зв'язку з чим іконографія вийшла не надто детальною  . Більшість використаних елементів підкреслюють роль материнства Марії, у той час як кімната обставлена простими предметами, що акцентують її невинність. Ваза з ліліями і предмети, що стоять на буфеті, були тими об'єктами, з якими сучасники Мемлінга асоціювали Діву Марію  . Художники часто використовували білі лілії для підкреслення притаманних Діві Марії невинності і чистоти, а іриси або гладіолуси були метафорами її страждання  . Мемлінг підкреслює символи, що асоціюються з її утробою і невинністю, і «зображає двох ангельських священиків, і наповнює кімнату природним освітленням, тим самим переставляючи повсякденну обстановку, щоб підкреслити доктринальне значення»  . Мистецтвознавець Чарльз Стерлінг характеризує цю працю як «один із найкращих прикладів здатності Мемлінга взяти успадкований від попередників образотворчий прийом і виділити в ньому емоційний компонент і складність оповідання»  .

### Світло

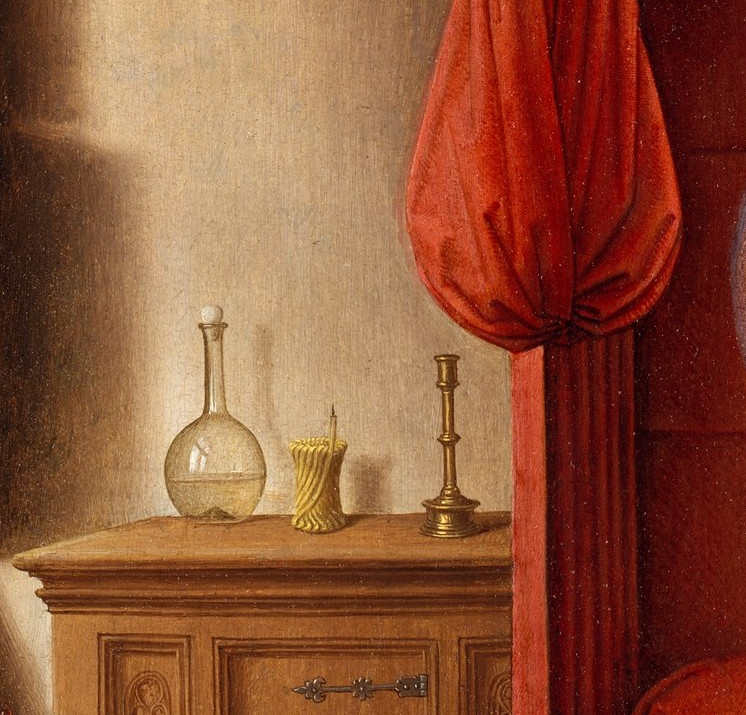
Фрагмент падаючого на сервант світла. Зображено посудину з чистою водою, мотузковий ґніт, свічник і мішок для штор

Починаючи з IX століття, світло стає символом Діви Марії і Боговтілення . Історик Міллард Місс зазначає, що з XII століття традиційним мальовничим підходом до зображення боговтілення стало світло, яке проходить через скло, що символізує проходження Святого Духа через тіло Богородиці  . Бернард Клервоський прирівняв його до сонячного світла: "Подібно до того, як сяйво сонця наповнює скляне вікно і проникає крізь нього, не пошкоджуючи його, і пронизує його тверду форму з непомітною тонкістю, не завдаючи ні болю при вході, ні руйнування при виході; тим же чином Слово Боже, велич Отця, увійшло в невинну порожнину, а потім вийшло із закритої утроби "  .
Три предмети на тумбочці символізують невинність Діви Марії: посудина з водою, свічник, мотузковий ґніт. Світло, що проходить через посудину у формі утроби, символізує її плоть, пронизану божественним світлом . Чиста і спокійна вода репрезентує невинність Богородиці на момент зачаття . Подібні прийоми використовувалися і в більш ранніх роботах як метафори святості Діви Марії . Іншою маленькою деталлю, у якій «Мемлінг накладає одну прозору символічну форму на іншу», стало відображення у посудині віконної решітки у формі хреста — символу розп'яття  .

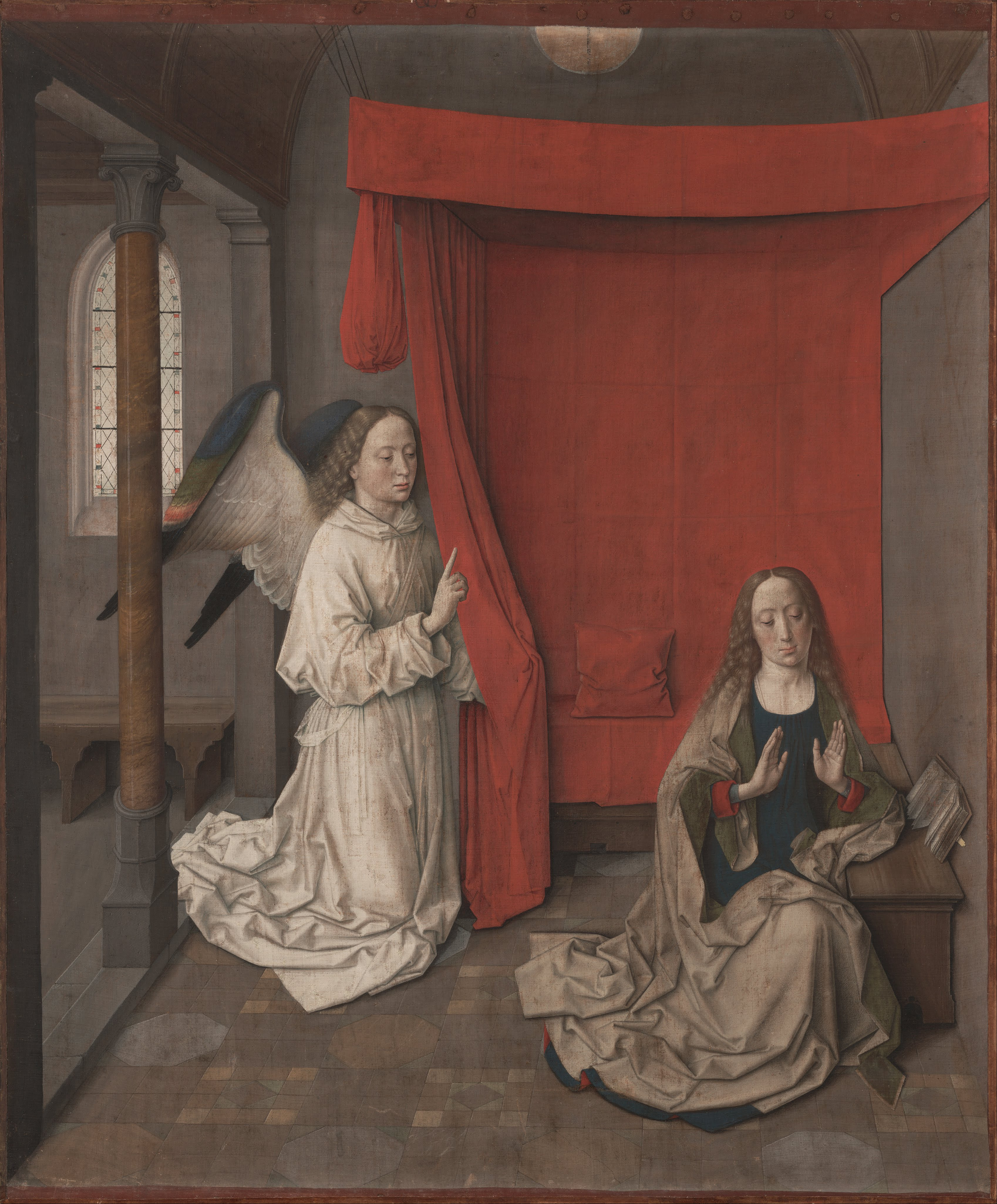
Робота Дірка Баутса «Благовіщення», 1450-і роки. Центр Ґетті, Лос-Анджелес

У художній традиції того часу світло свічок також символізувало Діву Марію і самого Ісуса. У своїх зображеннях сцен Благовіщення художники Робер Кампен і Ян ван Ейк поміщали камін або запалені свічки  . Згідно Мар'ян Ейнсворт, зображений Мемлінгом свічник без свічки і мотузковий ґніт без вогню символізують світ до Різдва Христа і появи його божественного сяйва  .
Для художників, які писали сцени Благовіщення, особливу складність представляло зображення моменту Втілення або моменту, коли «Логос» олюднюється . Художники часто писали промені світла, які виходили від Гавриїла або найближчого вікна і входили в тіло Марії. Таким чином, ілюструвався факт народження Христа, «який населяв її і проходив через її тіло». Іноді на променях світла був зображений напис , який входив, таким чином, у вухо Богородиці і символізував втілення Слова у плоть .
Так само, як і Дірк Баутс у своїй роботі «Благовіщення», Мемлінг не став зображати світ у вигляді окремих променів. Однак, кімната добре освітлена сонячним світлом, зображаючи fenestra incarnationis [торжество інкарнації], що було зрозуміло глядачам того часу  До середини XV століття Діву Марію почали часто зображувати в кімнаті або келії поруч із відкритим вікном, через який проходили промені світла  . За словами Блума, кімната Мемлінга з вікном, через яке проникає світло, є практично «вказівкою на цнотливість Марії»  . Художник не зобразив сувої або подарунки, які вказували б на згоду Діви Марії, однак вона й так очевидна завдяки її позі прийняття, яка, на думку Стерлінга, здається і покірною, і активною  .

### Діва Марія

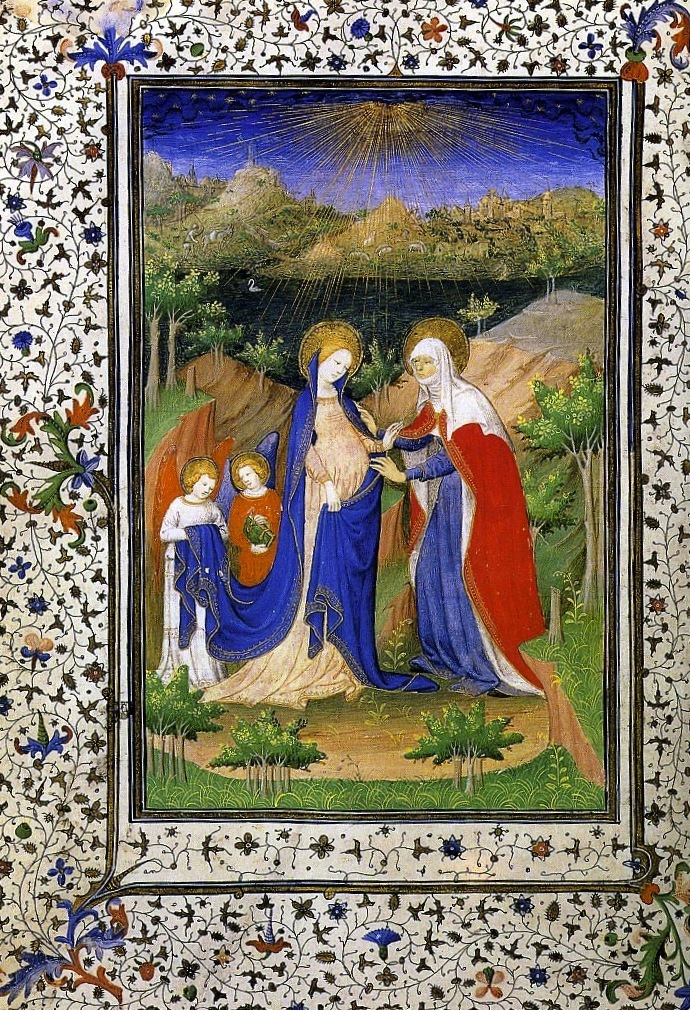
«Благовіщення», виконане майстром Бусіко. Рідкісний приклад Діви Марії із супроводжуючими ангелами, що підтримують її одяг

Перетворення Діви Марії в Богородицю показано червоним кольором на картині — ліжком і «черевоподібною» завісою. У XV столітті висячі ліжка або фіранки вважалися символами Боговтілення і «символізували людську сутність [Христа]». Блум зазначає, що за часів «коли художники не соромилися зображати груди Діви Марії, Мемлінг не соромився зображати її черево»  . Людська сутність Христа була джерелом натхнення для художників, однак тільки в нідерландському живопису було знайдено рішення зображати його зародковий стан через штори, підвішені у зав'язаний вузлом мішок, який символізує лоно Діви Марії  .
Тіло Марії стає скинією, що містить сакральний хліб у плоті . Вона перевтілюється в об'єкт божественного, «дароносицю, що зберігає Спасителя всередині»  . Її округлений живіт і зображений зверху голуб символізує, що зачаття Христа вже відбулося. Символи розп'яття і оплакування Христа нагадують про жертву Ісуса, «таким чином, очікуючи жертву Христа для спасіння людства вже в момент його зачаття» . На думку теологів, Марія з честю пройшла випробування розп'яттям. Однак традиційне зображення Богородиці у XV столітті мало на увазі знаходження в переднепритомному стані. Згідно Джоллі: «в агонії, побачивши помираючого її сина; … приймаючи позу матері в муках від болю під час пологів». На хресті вона відчувала біль його смерті. Біль, якого вона не відчувала при його народженні .

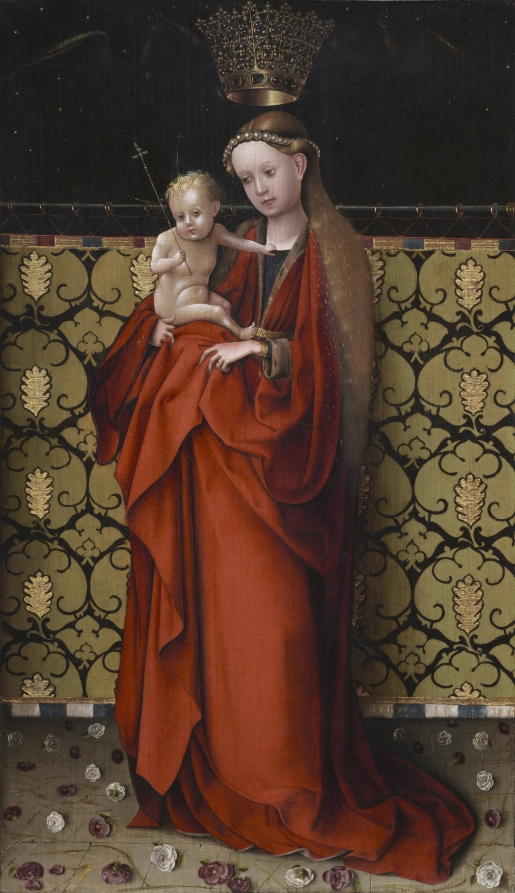
«Богоматір, коронована ангелами» (1450), Штефан Лохнер. Робота зображує Богоматір у ролі Цариці Небесної з двома супроводжуючими ангелами, які коронують її. Експонується у Художньому музеї Клівленда

Сімейний характер картини суперечить її літургійному значенню. Голуб є нагадуванням Євхаристії і меси . Мистецтвознавець Лотте Бранд Філіп зазначає, що протягом XV століття «євхаристійні посудини, виконані у вигляді голубів і підвішені над вівтарями, … опускали у момент переісточення». Припускається, що як Святий Дух наповнює хліб і вино, так він дає життя череву Діви Марії  . Марія несе в собі Тіло і Кров Господа, її відвідують три священних ангели  . Роль Марії полягає у тому, щоб народити «Спасителя Світу», а ангели «підтримують, відвідують і захищають її лоно»  . З народженням Христа її «чудотворне черево пройшло фінальне випробування», щоб потім стати об'єктом шанування  .

### Наречена Христа
Мемлінг зображує Діву Марію як Наречену Христа, яка має намір взяти на себе роль Цариці Небесної. Супроводжуючі її ангели вказують на королівський статус  . Традиційно ангели у сцені Благовіщення зображувалися в польоті над головою Марії з короною у руках, деякі німецькі художники також вважали за краще писати їх у польоті близько до тіла. Однак супроводжуючі ангели практично ніколи не наближалися настільки близько до Богородиці, щоб торкатися її  . Існує тільки одна відома версія схожого зображення — ілюстрований манускрипт «Благовіщення», створений на початку XV століття Майстром Бусіко . У його інтерпретації мантія вагітної Діви Марії знаходиться у руках супроводжуючих її ангелів. Про цю картину Блум говорив, що «її [Діви Марії] королівська зовнішність, безсумнівно, знаменує момент трансформації Марії в Богородицю»  . Мемлінг часто зображав пару ангелів, які відвідують Богородицю, у вбранні, але ці фігури з «Благовіщення» одягнені у прості амікти й альби, що більше не зустрічалося в інших роботах художника. У цих ангелів було подвійне завдання — «підносити євхаристійне приношення і проголошувати Марію-наречену і королеву»  .

## Стиль і вплив

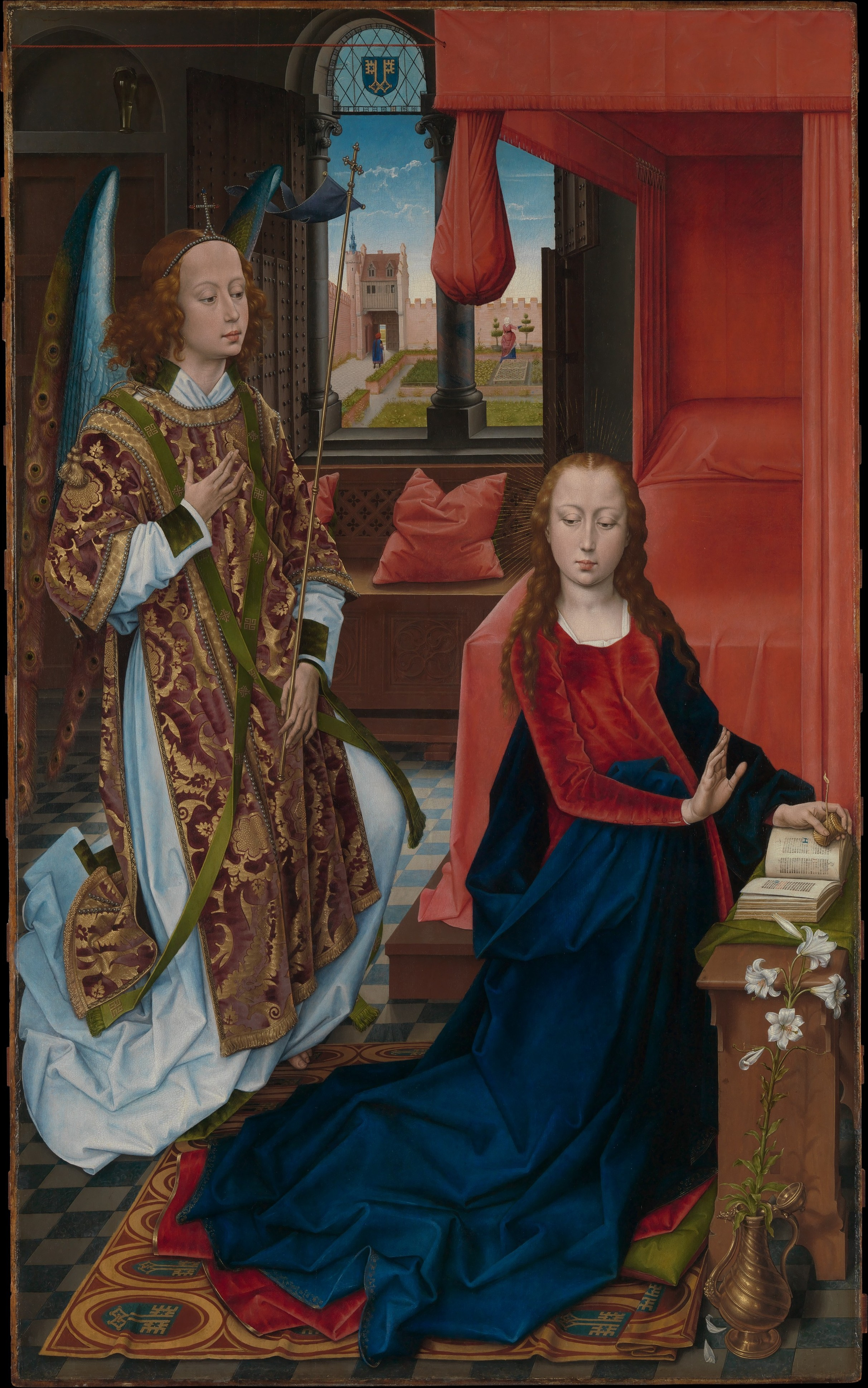
«Благовіщення» (виконана на замовлення Феррі де Клюні приблизно 1465—1475 року). Написана в майстернях ван дер Вейдена або Ганса Мемлінга, експонується в Метрополітен-музеї у Нью-Йорку

Праця досить сильно перегукується з кількома зображеннями ван дер Вейдена: луврським «Благовіщенням» (1430), «Вівтарем Святого Колумба» і «Благовіщенням», виконаним на замовлення Феррі де Клюні. Остання картина приписується як ван дер Вейдену, так і Мемлінгу  . Подібний вплив пояснюється тим, що Мемлінг, імовірно в 1465-му році, навчався у майстерні ван дер Вейдена у Брюсселі до заснування власної студії в Брюгге  . «Благовіщення» Мемлінга більш новаторське, у ньому є відсутні в ранніх роботах мотиви, такі як супроводжуючі ангели  . Згідно історику Тіллу-Хольгер Борчерту, не тільки Мемлінг був знайомий із мотивами робіт ван дер Вейдена і його композиційним стилем, але він також міг асистувати художнику у його майстернях  . Віконниці праворуч скопійовані із луврської праці ван дер Вейдена, а зав'язана у вузол завіса з'являється у «Благовіщенні» триптиха «Вівтар Святого Колумба»  .
Відчуття руху пронизує всю картину. Краї вбрання Архангела Гавриїла виходять за межі осяжного простору, позначаючи його недавню появу. «Звивиста» поза Діви Марії з ангелами, що підтримують її, також додають відчуття руху  . Підібрана художником кольорова гама надає вражаючого ефекту. Традиційні промені світла замінені індикаторами світлих кольорів. Так, білий одяг зображено льодяно-блакитним, а жовті плями поруч із фігурою ангела праворуч створюють ефект «потопання у світлі». Навпаки, ангел ліворуч із темно-зеленими крилами ніби занурений у тінь і вбраний в одяг кольору лаванди. За словами Блума, «ця мерехтлива поверхня надає [фігурам] неземної властивості, відокремлюючи їх від більш приземленого світу спальні»  . Подібне колірне зображення нетипове для раннього нідерландського живопису, побудованого на принципах натуралізму і реалізму. Техніка Мемлінга викликає «вражаюче» зіставлення, «нестійкий» і суперечливий ефект  .

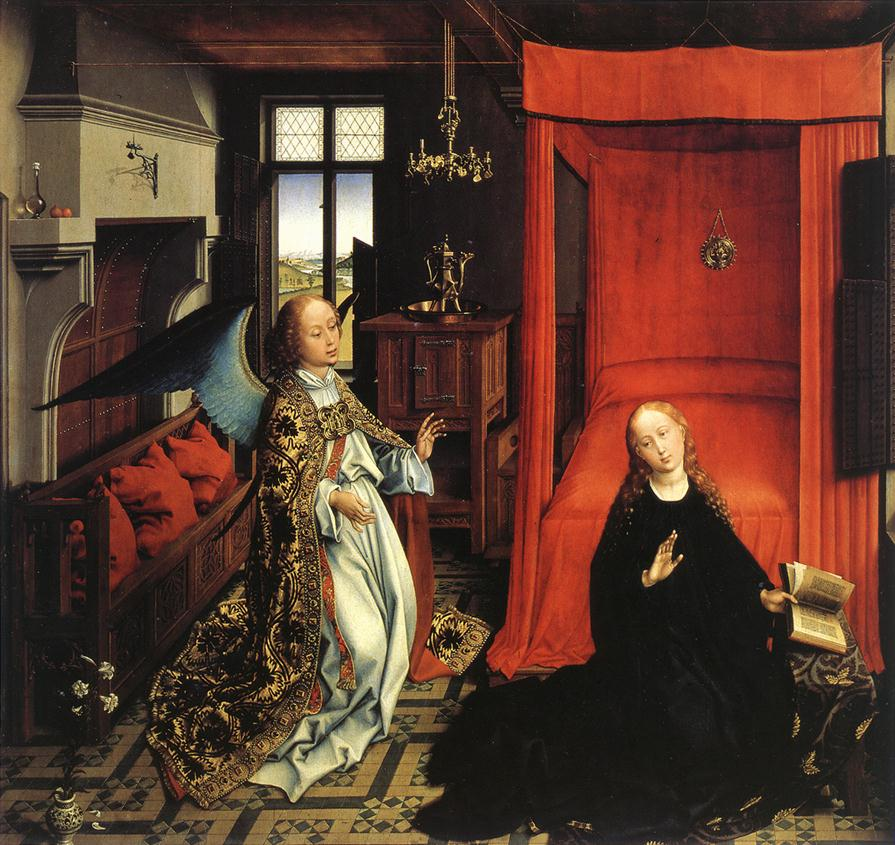
Центральна частина триптиха «Благовіщення» (1430). Експонується у Луврі

Дослідники творчості Мемлінга не прийшли до єдиної думки, чи була дерев'яна панель окремою працею, чи частиною більшого вівтаря — розламаного поліптиха . Згідно Ейнсворту, розмір роботи і «сакральна природа його об'єкта підходили для сімейної каплиці у церкві або монастирі, а також для каплиці гільдії»  . Неушкоджена вписана рама свідчить про те, що імовірніше робота була задумана як єдине ціле, оскільки крила вівтаря зазвичай не мали окремого оформлення  . Водночас невеликий нахил кахлів підлоги зліва направо може свідчити, що дубова дошка могла служити лівим крилом  . Інформація про зворотний бік дошки не збереглася  .
Технічний аналіз роботи показав, що під фарбою збереглися характерні для Мемлінга великі начерки. Всі фігури, окрім голуба, посудини з водою і мотузкового гніту на серванті були написані фюзеном . В остаточній версії зображення художник збільшив рукава сукні Богородиці і змінив положення палиці Архангела Гавриїла. Він також зробив невеликі надрізи для позначення положення голуба і кахлів на підлозі  .
Єдиним, хто сумнівається в атрибуції 1847 року, проведеної Густавом Ваагеном, який називає автором Ганса Мемлінга, був Вільям Генрі Джеймс Воллес. У 1903 році історик оголосив, що Мемлінг «ніколи б і не думав про те, щоб увести в репрезентацію цієї містерії [Благовіщення] цих двох сентиментальних і розчулених ангелів»  .

## Провенанс і стан
Перші згадки про роботу з'являються у 1830-ті, коли вона перебувала у володінні сім'ї Радзивіллів  . У 1832 році картину побачив мистецтвознавець Сюльпіс Буассере і пізніше повідомив, що панель виявив Антоній Радзивілл в одному з маєтків, що належать його батькові. Густав Вааге припускав, що полотно могло належати Миколаю-Криштофу Радзивіллу (1549—1616), який імовірно успадкував його від свого брата кардинал-священика Юрія Радзивілла (1556—1600)  . Дубова дошка знаходилася у володінні сім'ї аж до 1920 року, коли Катерина Радзивілл продала її братам Дувейн у Парижі  . У жовтні цього ж року Філіп Леман викупив картину у Генрі Дувейна і включив її до своєї художньої колекції, яка зараз експонованується у нью-йоркському Метрополітен-музеї  .
Загальний стан роботи оцінюється як хороший. Мемлінг написав картину на двох дубових панелях, кожна з яких була близько 28 см. Оригінальна рама із зазначеним роком створення не збереглася — найімовірніше, вона була викинута у 1830 році  . Документально відомо про три проведені реставрації. Перший раз «Благовіщення» реставрували, коли Антон Радзивілл виявив картину, проколоту стрілою, у маєтку батька. Тоді мантія Діви Марії і тілесні кольори роботи були сильно перефарбовані, а також виправлена нанесена механічна шкода. Оригінальна рама була викинута , однак її опис припускає, що на ній був зображений особистий герб, імовірно, Юрія Радзивілла  . Друга реставрація проведена відразу після виставки у Брюгге в 1902 році. Останню велику реставраційну роботу здійснили на замовлення Філіппа Лемана після 1928 року, на його ж прохання зображення перенесли на полотно . Перенесення здійснили без великих ушкоджень, проте краї зображення, швидше за все, були розширені. Доказом цього є фотографія XIX століття, на якій видно, що на всіх чотирьох сторонах пофарбованої поверхні видно деревину. Риза архангела Гавриїла і ваза з квітами були перефарбовані через неможливість встановити оригінальну кольорову гаму  .
Коли Буассері вперше побачив картину, він записав дату її створення як 1480 рік. Остання цифра датування вицвіла і тому важко читається, а до 1899 року стала і зовсім нерозбірливою. Вааген припустив, що датою створення міг бути 1482 рік, водночас мистецтвознавець Дірк де Вос вказав на 1489-й  . Визначення точної дати ускладнено специфікою стилю Мемлінга. На думку Стірлінга, картина також може відноситися до більш ранньої дати, оскільки має дуже багато стилістичної схожості із ранньою працею Мемлінга "Вівтар Святого Іоанна "  . Ейнсворт схиляється до більш пізньої дату як більш відповідної зрілому стилю кінця 1480-х років  .